# Schuljawka
| Schuljawka Шулявка      | Schuljawka Шулявка       |
| Schuljawka im Jahr 2007 | Schuljawka im Jahr 2007  |
| ----------------------- | ------------------------ |
| Ortsteil von            | Kiew                     |
| Rajon                   | Schewtschenko Solomjanka |

Schuljawka  (russisch Шулявка, ukrainisch Шулявка, wiss. Transliteration Šuljavka) ist der Name eines historischen Stadtviertels der jetzigen ukrainischen Hauptstadt Kiew. In dem im westlichen Teil der Stadt gelegenen Gebiet entstanden ab der Mitte des 19. Jahrhunderts vorrangig Arbeitersiedlungen.

## Name
Der Name leitet sich vom altslawischen schelwowa Borki (russisch шелвова Борки) her. Der Begriff bezeichnet einen eher niedrig wachsenden, lichten Wald mit großen Wiesen. Derartig wird das Gelände in altrussischen Handschriften des 10. und 11. Jahrhunderts beschrieben. Im 17. Jahrhundert wird die Gegend auch als Dorf bzw. Siedlung Schelwowo (russisch Шелвово сельцо) bezeichnet, im 18. Jahrhundert als Schuljawka, Schuljawschtschina (russisch Шулявщина) oder Schulschanski-Hof (russisch Шульжанский двор) des Sophienklosters.

## Geschichte
Ab 1722 befand sich die Sommerresidenz der Kiewer Metropoliten in Schuljawka. Der Bau geht auf den Metropoliten Warlaam II. Wanatowitsch zurück. Mit der Übernahme in den staatlichen Besitz 1847 begann die aktive Entwicklung des Gebietes.
Von der Mitte des 19. Jahrhunderts bis 1912 lag nur die sogenannte rechte (russisch правая Шулявка) oder städtische Schuljawka (russisch городская Шулявка) (rechts der Brest-Litowsker Chaussee (derzeit Beresteiski-Prospekt), ungefähr von der Kreuzung mit dem Prospekt der Luftstreitkräfte bis zum Zoo) innerhalb der Grenzen Kiews, ab 1912 auch die sogenannte linke (russisch левая Шулявка) oder ländliche Schuljawka (russisch сельская Шулявка) (links der Brest-Litowsker Chausse).
An der Stelle der früheren Sommerresidenz des Metropoliten wurde 1848–1857 das Gebäude des Kadettenkorps erbaut. In diesem Zeitraum wuchs in der Schuljawka allmählich eine Arbeitersiedlung. Ab Ende des 19. Jahrhunderts entstanden in der linken Schuljawka die Gebäude des Kiewer Polytechnischen Instituts und in deren westlichem Teil, in einer Einöde, die Anlagen des Werkes von Greter & Kriwanek. Die in diesem Zeitraum erbaute Kirche der Heiligen Maria Magdalena wurde 1930 abgebrochen. Zu Beginn des 20. Jahrhunderts wurden besonders im westlichen Teil des Stadtviertels großzügige Kasernenbauten, wie die Luzker oder Tiraspoler Kaserne, angelegt.
1899 wurde die Linie der Kiewer Straßenbahn von Bessarabischen Platz zum neuen Polytechnischen Institut entlang der Brest-Litowsker Chaussee eröffnet.
1905 traten die Arbeiter des Stadtviertels in einen Streik ein und vertrieben die Polizei und die staatliche Verwaltung. Es kam am 12. Dezember 1905 zur Ausrufung der Republik Schuljawka, die allerdings schon am 16. Dezember von regierungstreuen Gendarmen und berittenen Kosaken in Stärke von 2000 Mann liquidiert wurde.
Von 1921 bis 1934  war Schuljawka ein eigenständiger Rajon der Stadt Kiew. Infolge von häufigen Umbenennungen und Neustrukturierungen der administrativen Gliederung der Stadt Kiew liegt das Stadtviertel mittlerweile in den Rajons Schewtschenko und Solomjanka, Grenze zwischen beiden ist der Brester Prospekt. Begrenzt wird das Stadtviertel ungefähr von der Degtjarjowskaja-Straße im Norden, der Kreuzung zwischen dem Brester Prospekt und dem Prospekt der Luftflotte im Osten, der Bahnlinie im Süden und der Ringstraße im Westen. Die ursprüngliche Wohnbebauung wurde in den 1960er und 1970er Jahren vollständig abgerissen, zwischen dem Siegesprospekt und der Borschtschagowskaja-Straße entstand in den 1970er Jahren ein Neubauviertel. Bereits Ende der 1940er Jahre war die Eiserne Kirche am Galizischen Platz abgerissen worden, an ihrer Stelle wurde das Gebäude des Zirkusses errichtet.
Durch das Stadtviertel verlief die Schuljawskaja-Straße, die derzeit den Namen Leo Tolstois trägt. Der U-Bahnhof Schuljawska wurde 1993 nach dem Stadtviertel umbenannt.

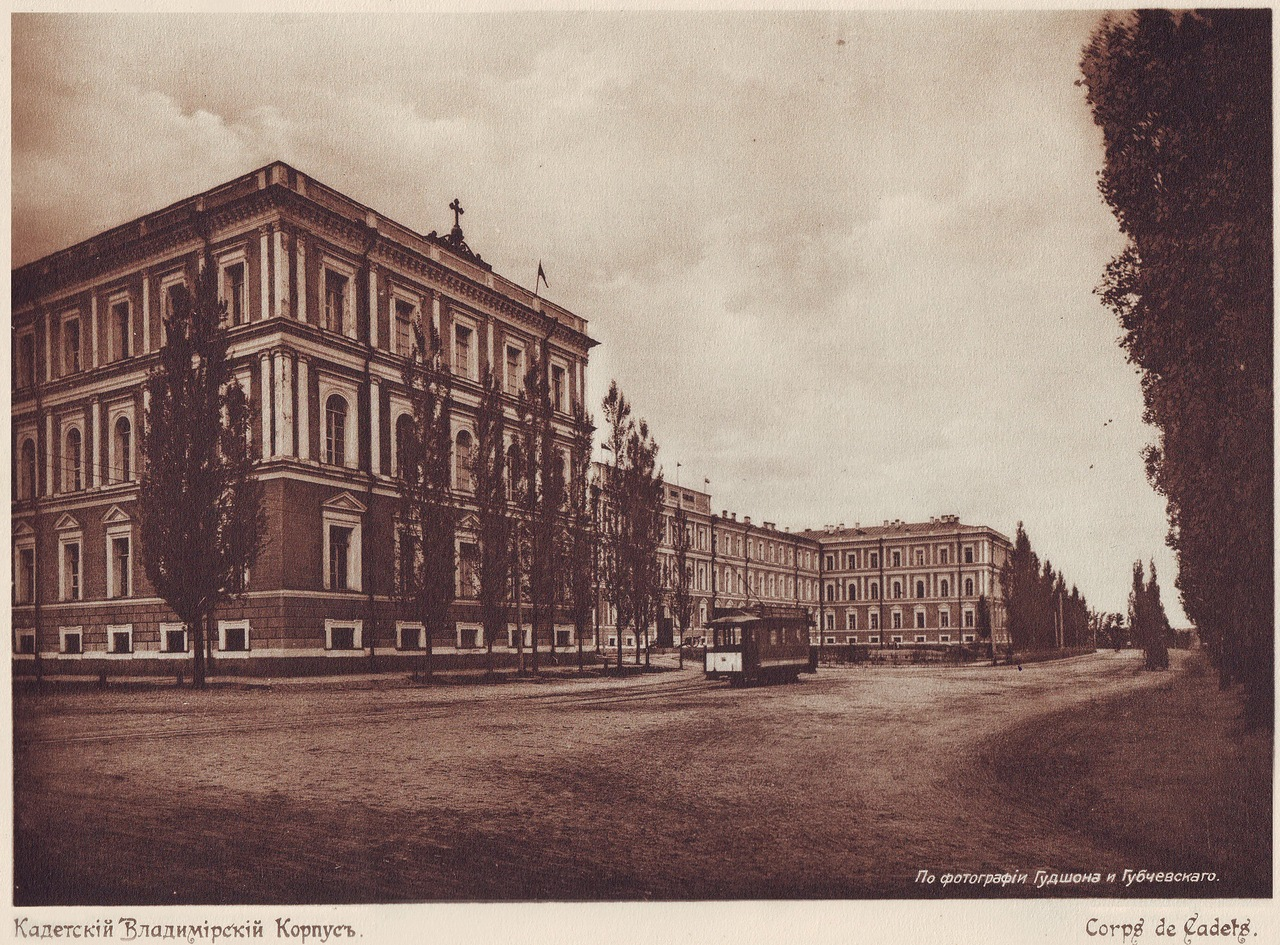
Gebäude des Kadettenkorps, heute Verteidigungsministerium der Ukraine
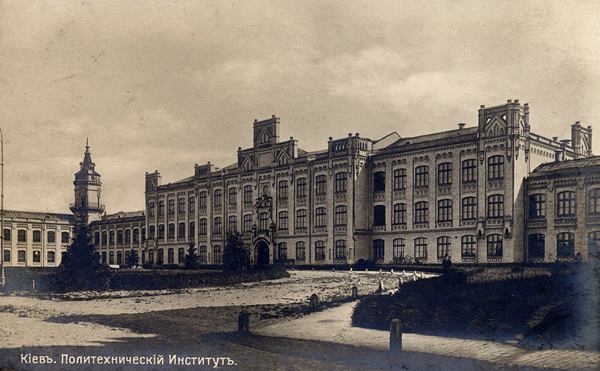
Gebäude des Polytechnischen Instituts
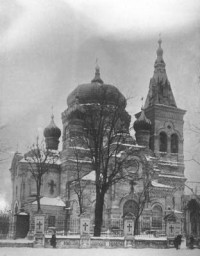
Kirche der Heiligen Maria Magdalena
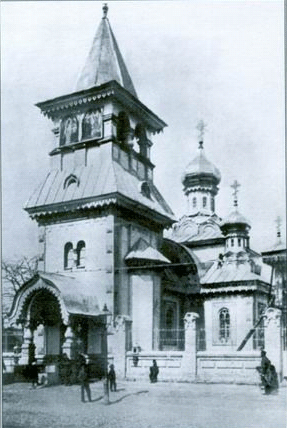
Eiserne Kirche am Galizischen Platz
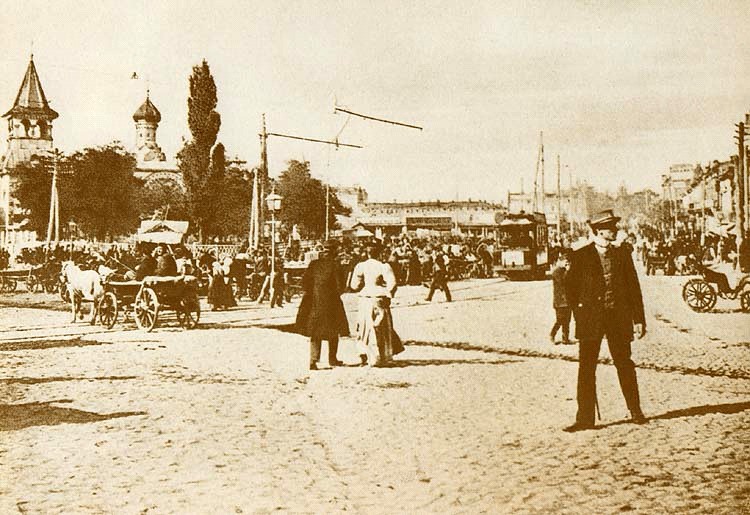
Galizischer Platz mit Straßenbahn, ca. 1900
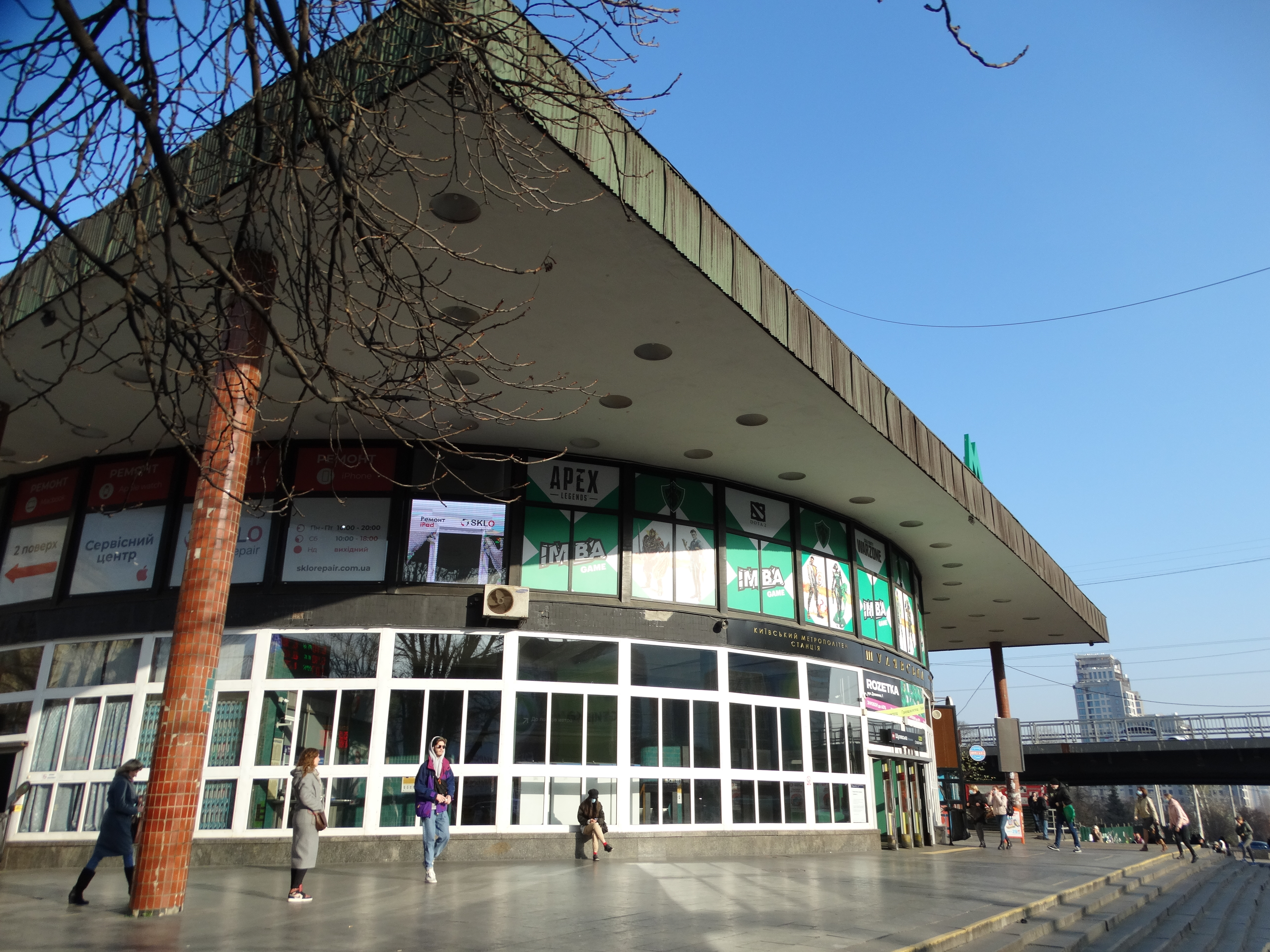
U-Bahnhof Schuljawska